# Trifolium globosum
Trifolium globosum är en ärtväxtart som beskrevs av Carl von Linné. Trifolium globosum ingår i släktet klövrar, och familjen ärtväxter. Inga underarter finns listade i Catalogue of Life.